# EB Duet
EB Duet是马来西亚爵士双人组合，由女歌手黄凡（Eve Wong）及弹奏吉他的何赞雄（Billy Ho）组成。2015年，EB DUET推出了他们的首张英文翻唱专辑《The Beginning》，吸引了许多海外音乐爱好者的网络购买。同年7月，该组合翻唱了已故马来音乐教父比·南利的经典歌曲《Getaran Jiwa》，在网络上意外走红。由于这个原因，该组合被邀请录制咖啡品牌的广告MV，并为亚洲航空公司创作了东盟50周年主题曲《Come With Me》。2018年，EB DUET推出第二张收录了11首作品的全创作专辑《I’v Got A Song For You》。